# Elektroniker

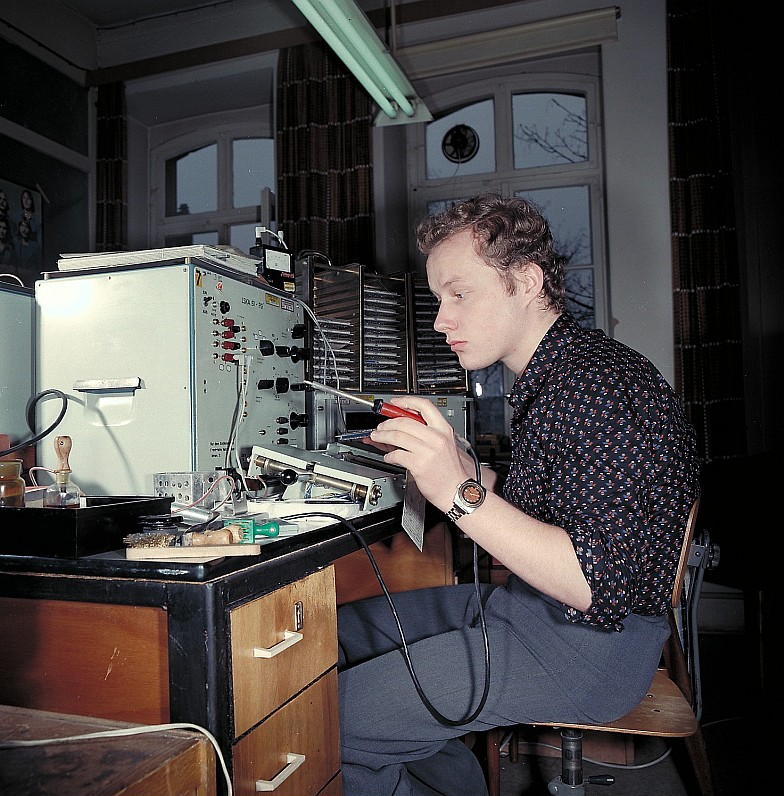
Ein Elektroniker bei der Arbeit (1978)

Elektroniker ist in Deutschland, Österreich und der Schweiz ein Ausbildungsberuf. In Deutschland ist „Elektroniker“ zusätzlich ein Oberbegriff für verschiedene Berufe aus der Elektrotechnik und Elektronik sowohl im Handwerk als auch der Industrie.

## Deutschland
In Deutschland gibt es zusätzlich zum handwerklichen Ausbildungsberuf „Elektroniker/in“ mehrere Berufsausbildungen mit unterschiedlicher Ausrichtung.
Die Berufe sind durch die Verordnung vom
4. Juli 2003 (BGBl. I S. 1144) oder vom Juli 2008 anerkannte industrielle Elektroberufe, die sowohl im Handwerk als auch in der Industrie ausgeübt werden können. Je nach Betrieb und Spezialisierung können Elektroniker zum Beispiel im Bereich der Starkstromtechnik, der Fertigung und Montage (Gerätefertigung, Leiterplattenfertigung etc.), dem Schaltschrankbau, der Datenverarbeitung oder der Nachrichtentechnik arbeiten.
Im Handwerk sind dies:
- Elektroniker für Automatisierungstechnik (Handwerk)[2]
- Elektroniker/in für Energie- und Gebäudetechnik[3]
- Elektroinstallateur, der Vorgängerberuf des Elektronikers - Energie- und Gebäudetechnik
- Elektroniker für Informations- und Telekommunikationstechnik[4]
- Informationselektroniker
- Systemelektroniker (Ausbildungsberuf wird ab dem 1. August 2021 nicht mehr angeboten[5][6])

und in der Industrie:
- Industrieelektriker
- Elektroniker für Automatisierungstechnik (Industrie)[7]
- Elektroniker für Betriebstechnik
- Elektroniker für Geräte und Systeme[8] (ehemals Systemelektroniker)[9]
- Elektroniker für Maschinen und Antriebstechnik[10]
- Elektroniker für luftfahrttechnische Systeme[11]
- Elektroniker für Gebäude- und Infrastruktursysteme[12]

sowie indirekt auch
- Elektroniker für Informations- und Systemtechnik (ehemals Systeminformatiker)[13]

da auf der gleichen Verordnung basierend.
Alle diese Ausbildungsberufe haben gemeinsam, dass sie dreieinhalbjährig sind und die Spezialisierung im zweiten Ausbildungsjahr beginnt. Folglich ist das erste Jahr identisch.
Elektroniker werden im Lehrbetrieb ausgebildet und besuchen während der Ausbildung die Berufsschule (Duales Ausbildungssystem).
In Deutschland erlangen die Auszubildenden mit erfolgreichem Abschluss der Berufsschule und, je nach Bundesland, zusätzlichen Deutsch- oder Englischkursen die Mittlere Reife.
Verschiedene Fachrichtungen gelten in Deutschland als Mangelberufe für Facharbeiter und stehen auf der Positivliste für ausländische Facharbeiter aus Nicht-EU-Staaten.

### Berufsschulunterricht
Berufsschulunterricht ist die theoretische Ausbildung an den Berufsschulen. Das theoretische Fachwissen wird in Lernfeldern vermittelt; es kommen neben Mathematik, auch Deutsch, Englisch, (Philosophie), Sozialkunde und Sport hinzu. Nach zwei Jahren Grundausbildung sollte sich ein Elektroniker das nötige Fachwissen angeeignet haben, um es vielseitig einsetzen zu können.

## Österreich
Am 1. Juni 2011 wurden die Elektrikerberufe in Österreich zum Modullehrberuf Elektronik zusammengefasst.
- Grundmodul (2 Jahre)
  - Elektronik
- Hauptmodul (1,5 Jahre)
  - Elektriker für Energie und Gebäudetechnik
  - Elektriker für Maschinen und Anlagen
  - Angewandte Elektronik
  - Mikrotechnik
  - Kommunikationselektronik
  - Informations- und Kommunikationstechnik
- Spezialmodul (0,5 Jahre)
  - Netzwerktechnik
  - Eisenbahntelekommunikationstechnik

### Vorgänger
Die Berufsausbildung dauert in Österreich dreieinhalb Jahre mit dem Schwerpunkt auf „Angewandte Elektronik“ oder „Mikrotechnik“.

## Schweiz

### Namen
Der Lehrberuf heißt in der Schweiz seit 1. Januar 2009 „Elektronikerin/Elektroniker“ mit eidgenössischem Fähigkeitszeugnis (EFZ).
Zuvor hieß der Beruf schlicht „Elektroniker“, wobei zwischen Niveau G (grundlegende Anforderungen) und E (erweiterte Anforderungen (E)) unterschieden wurde.
weitere bisherige Bezeichnung:
- Fernmelde-, Elektro- und Apparatemonteur (abgekürzt FEAM, Schweiz, Ausbildung eingestellt)
- Elektronikmechaniker (abgekürzt EM, Schweiz, Ausbildung eingestellt)

### Ablauf der Ausbildung
Die Berufsausbildung dauert vier Jahre. Elektroniker werden im Lehrbetrieb ausgebildet und besuchen während der Ausbildung die Berufsschule. Als weitere Lehrorte kommen noch überbetriebliche Kurse in der ersten Lehrhälfte hinzu. Diese Kurse haben einen Umfang von mindestens 36 und höchstens 64 Tagen, wobei ein Tag 8 Stunden umfasst.

#### Praktische Ausbildung
Während der ersten Lehrhälfte wird in der Grundausbildung ein breites Fundament an Wissen und Können gelegt. Im Zentrum stehen Berechnen, Dimensionieren, Aufbauen und Ausmessen elektronischer Schaltungen, Dokumentieren der Arbeiten, Montieren und Verdrahten von Geräten, Bestücken und Löten von Leiterplatten sowie Inbetriebsetzung und Beheben von Störungen. Zusätzlich wird gelehrt, wie Mikrocomputersysteme sowie Programme (Firmware) geschrieben und getestet werden. Ferner kann die Ausbildung, je nach Berufsschule, die Bereiche SPS und Roboterprogrammierung enthalten.
Die Grundausbildung wird mit der Teilprüfung in den Gebieten, Fertigungstechnik, Schalt- und Messtechnik und Microcontroller abgeschlossen.
In der zweiten Lehrhälfte folgt die Schwerpunktausbildung in Tätigkeitsgebieten des Betriebs. In dieser Ausbildungsphase vertiefen die Lehrlinge ihre Kenntnisse und Fertigkeiten durch exemplarisches Lernen an produktiven Aufträgen und Projekten. Während der ganzen Ausbildungszeit werden Berufsübergreifende Fähigkeiten wie Lern- und Arbeitsmethodik, Kreativität, Flexibilität, Teamfähigkeit, Selbstständigkeit, Kommunikationsfähigkeit usw. gefördert.

#### Berufsschulunterricht
Berufsschulunterricht ist die theoretische Ausbildung an den Berufsschulen. Das theoretische Fachwissen wird in Lernfeldern vermittelt. Ohne Berufsmittelschule kommen noch Mathematik (Arbeitstechnische Grundlagen), Physik (Naturwissenschaftliche Grundlagen) auch Allgemeinbildung (Sprache und Kommunikation), Englisch und Sport hinzu. Nach zwei Jahren Grundausbildung sollte sich ein Elektroniker das nötige Fachwissen angeeignet haben, um es vielseitig einsetzen zu können.

#### Berufsmaturität
Bei bestandener Aufnahmeprüfung können Schweizer Lehrlinge die Berufsmittelschule besuchen und diese mit der Berufsmatura abschließen.

## Berufliche Perspektiven
Nach Abschluss der Lehre und mit dem Facharbeiterbrief (Deutschland) beziehungsweise eidgenössisches Fähigkeitszeugnis (Schweiz) stehen dem/der Elektroniker/in viele Weiterbildungsmöglichkeiten offen.
Unter anderem:
- (höhere) Fachschule
  - Techniker
- Hochschule (Abitur bzw. Matura vorausgesetzt)
  - Elektroingenieur
  - Informatikingenieur

## Verwandte Berufe
Verwandte Berufe in Deutschland:
- Mechatroniker
- Systemelektroniker
- IT-Systemelektroniker
- Elektrotechnische/r Assistent/in (ETA)
- Informationselektroniker

Verwandte Berufe in der Schweiz:
- Automatiker
- Multimediaelektroniker

Verwandte Berufe in Österreich
- Elektrotechnik (Modullehrberuf)